# كابيزون دي بيسورجا
كابيزون دي بيسورجا (بالإسبانية: Cabezón de Pisuerga)‏ هي بلدية تقع في مقاطعة بلد الوليد، قشتالة وليون، إسبانيا.